# Неграші (Румунія)
Неграші (рум. Negrași) — село у повіті Арджеш в Румунії. Адміністративний центр комуни Неграші.
Село розташоване на відстані 78 км на захід від Бухареста, 36 км на південний схід від Пітешть, 108 км на схід від Крайови, 123 км на південь від Брашова.

## Населення
За даними перепису населення 2002 року у селі проживали 1048 осіб, з них 1046 осіб (99,8%) румунів. Усі жителі села рідною мовою назвали румунську.